# Meyssiez
Meyssiès är en kommun i departementet Isère i regionen Auvergne-Rhône-Alpes i sydöstra Frankrike. Kommunen ligger i kantonen Saint-Jean-de-Bournay som tillhör arrondissementet Vienne. År 2022 hade Meyssiès 665 invånare.

## Befolkningsutveckling
Antalet invånare i kommunen Meyssiès
Referens:INSEE